# 利爾斯巴赫河
50°27′34″N 6°56′49″E / 50.459412°N 6.94681°E

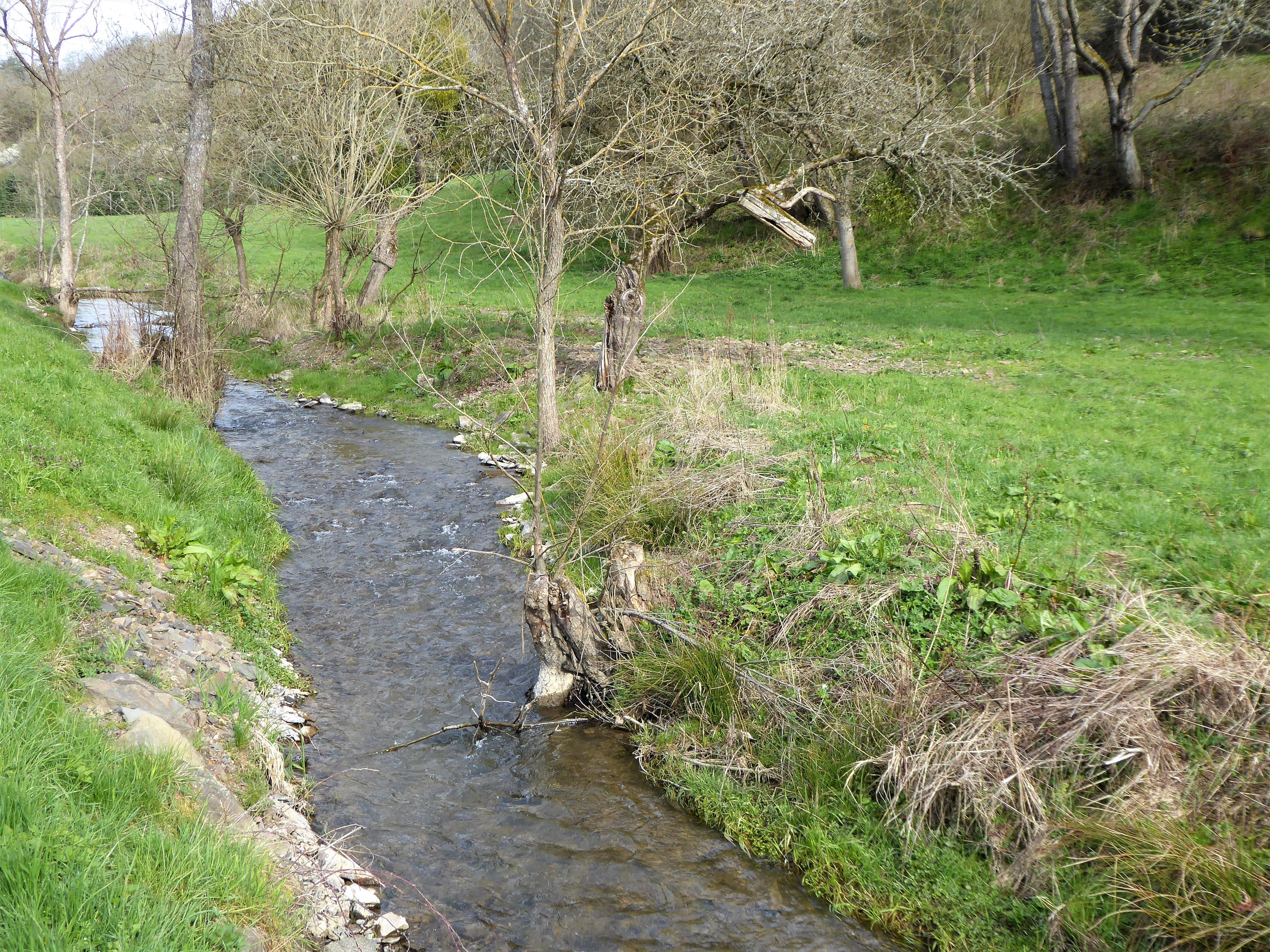

利爾斯巴赫河（德語：Liersbach），是德國的河流，位於該國西部，流經北萊茵-威斯特法倫州和萊茵蘭-普法爾茨州，屬於阿爾河的左支流，河道全長14.5公里，流域面積28.9平方公里。